# الطبيب الجيد (مسلسل 2017)
الطبيب الجيد  هو مسلسل تلفزيوني أمريكي من نوع دراما طبية، مقتبس عن الدراما الجنوب كورية التي تحمل نفس الاسم الطبيب الجيد لعام 2013، تم تطوير المسلسل للنسخة الأمريكية من قبل ديفيد شور وتم إنتاجه من طرف تلفزيون سوني بيكتشورز التابع لسوني بيكتشرز إنترتينمنت واستوديوهات أي بي سي التابعة لمجموعة ديزني–اي بي سي التلفزيونية، حيث يعمل شور ككاتب ومنتج.
عام 2015 طلبت هيئة الإذاعة الأمريكية اي بي سي نسخة تجريبية من السلسلة بعد فشل محاولات انتظار سلسلة سابقة لإستوديوهات أي بي سي، لتوافق اي بي سي في 3 أكتوبر 2017 على بث موسم كامل من المسلسل يضم 18 حلقة. وقد بدأ بثه في 25 سبتمبر 2017 على إذاعة اي بي سي.
المسلسل من بطولة نخبة من النجوم الأمريكيين أمثال فريدي هايمور، أنتونيا توماس، نيكولاس غونزاليس، تشوكو مودو، بو جاريت، هيل هاربر، ريتشارد شيف، وتاملين توميتا.

## قصة
يحكي المسلسل قصة الجراح الشاب شون ميرفي المصاب بمرض التوحد ومتلازمة أسبرجر، مما يصعب عليه التواصل الاجتماعي لكن في نفس الآن ولدت لديه عبقرية لا تصدق. وعلى الرغم من ذلك يحقق حلمه في أن يكون جراحًا في مسشفى مرموق معتمدًا على ذكائه الفذ وما مر في ماضيه ومختلف الأحداث التي تصادفه، ومتغلبًا على التحيز بشأن مرضه من خلال إثبات قيمته، حتى لأكثر المشككين.
و تبدأ الحالات المرضية بالتتابع على مدار المسلسل باختلافاتها ويكون لشون مورفي طريقته في علاج هؤلاء المرضى بطريقة غير تقليدية أو مألوفة، كما يقع شون مورفي في حب فتاة تدعى ليا ويتعلق بها عندما تذهب للعمل مع اخيها في بلدة أخرى.

## بطولة

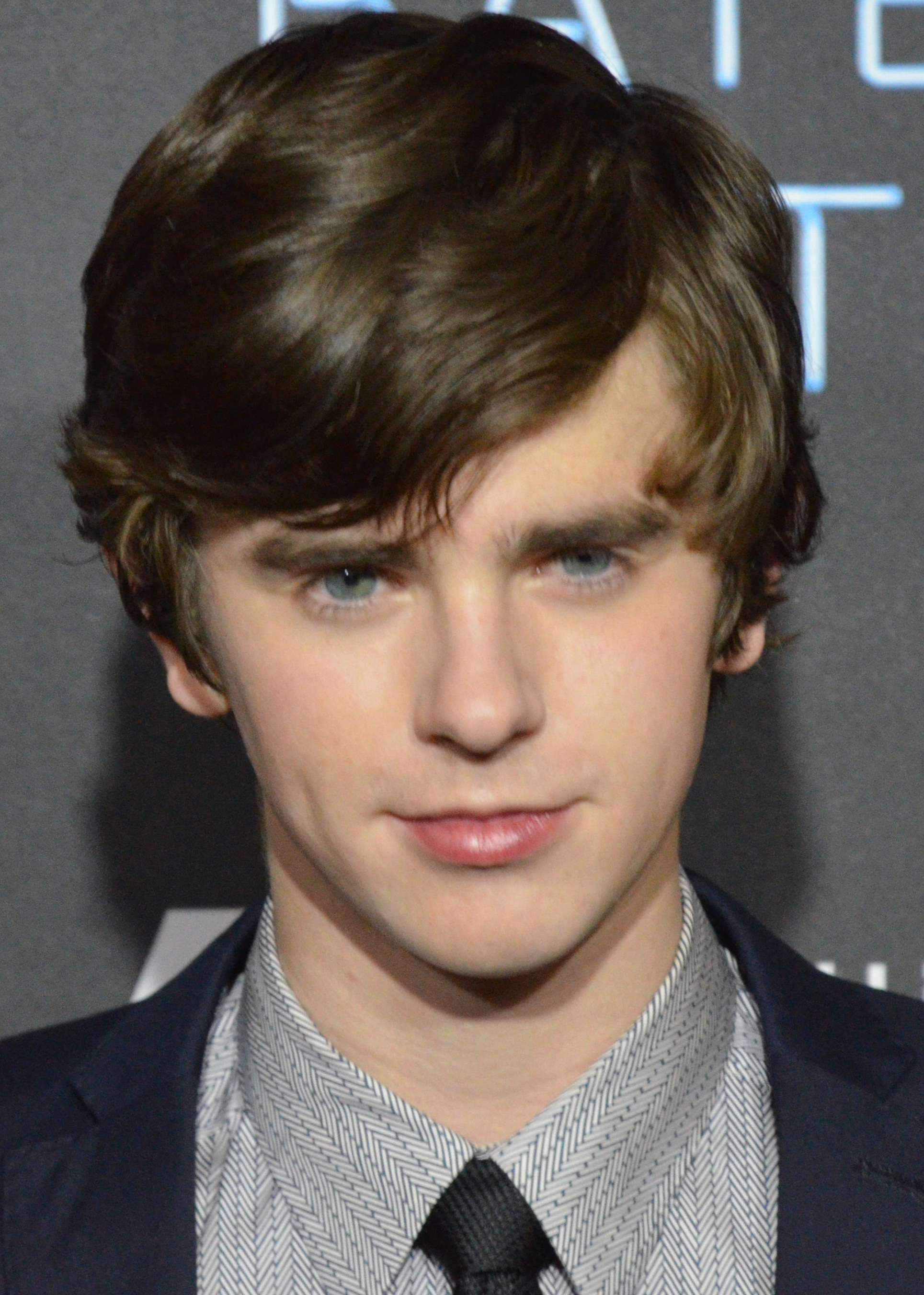
فريدي هايمور شون مورفي
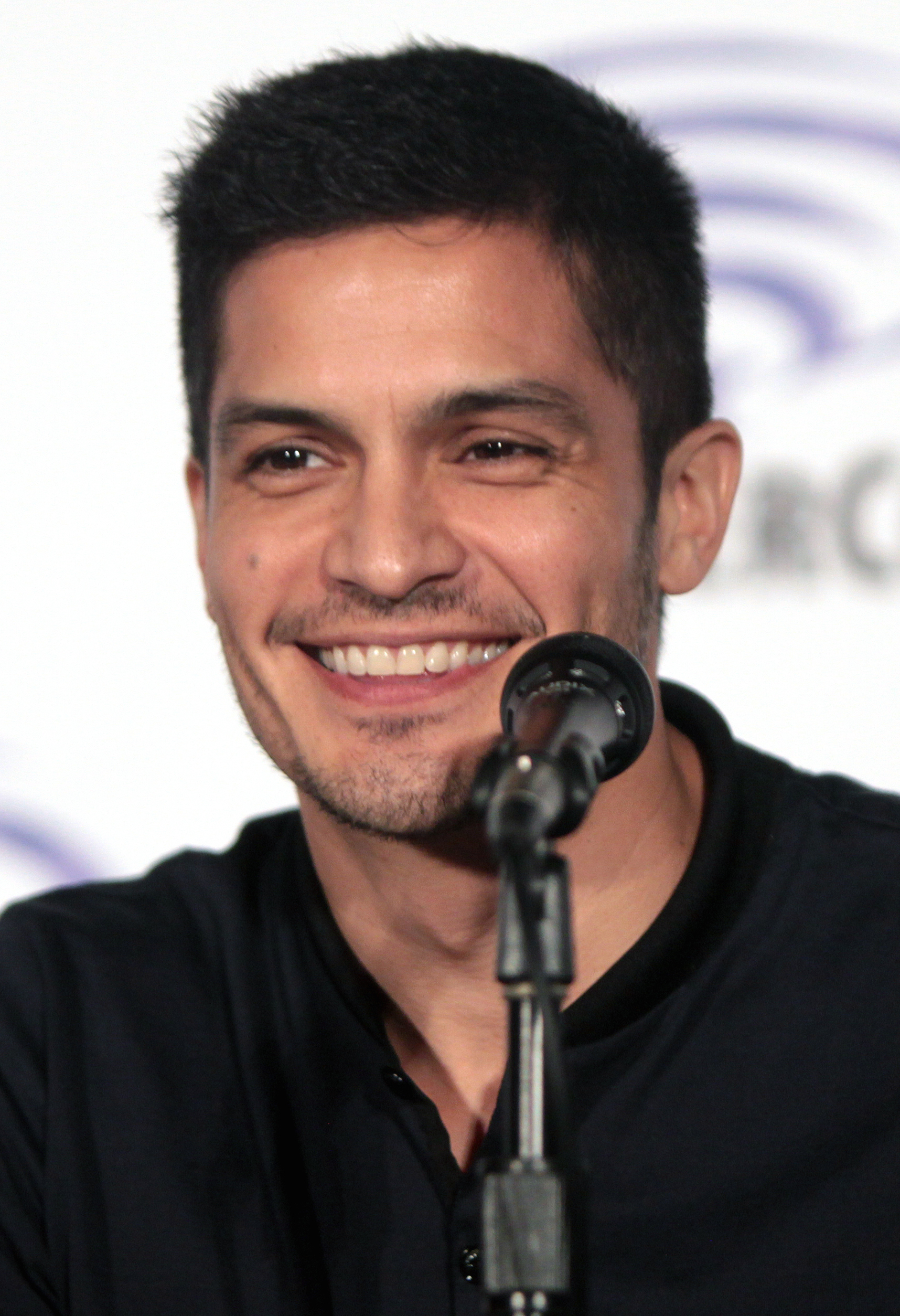
نيكولاس غونزاليس نيل ميلينديز
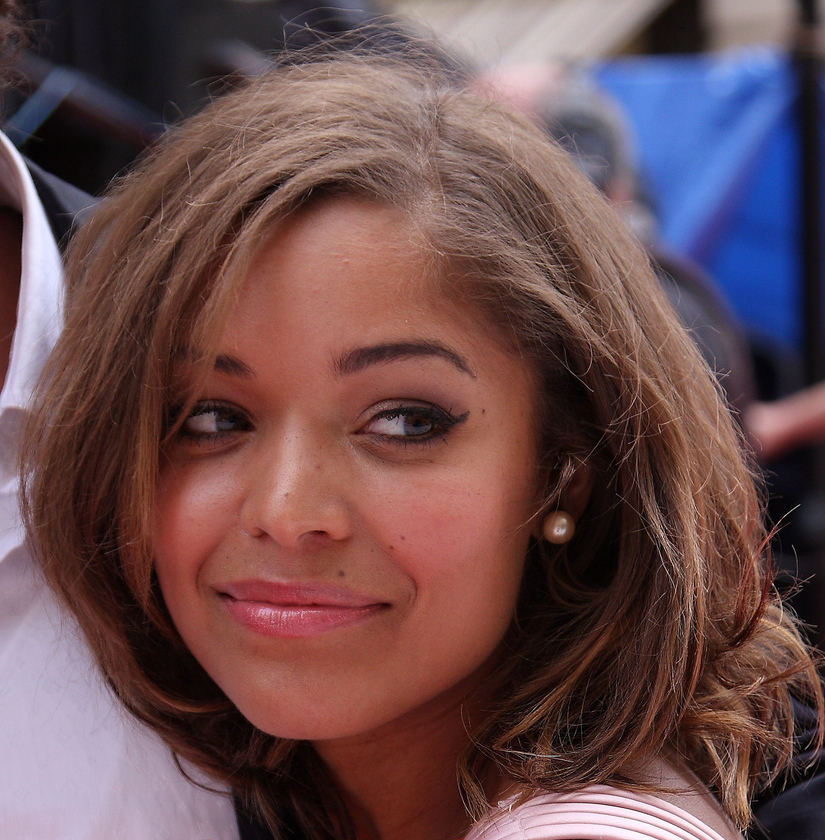
أنتونيا توماس كلير براون
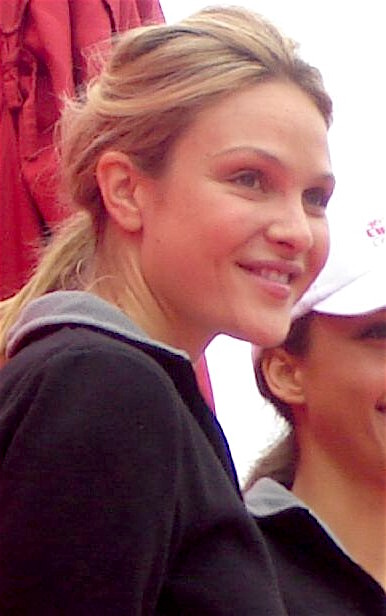
بو غاريت جيسيكا بريستون
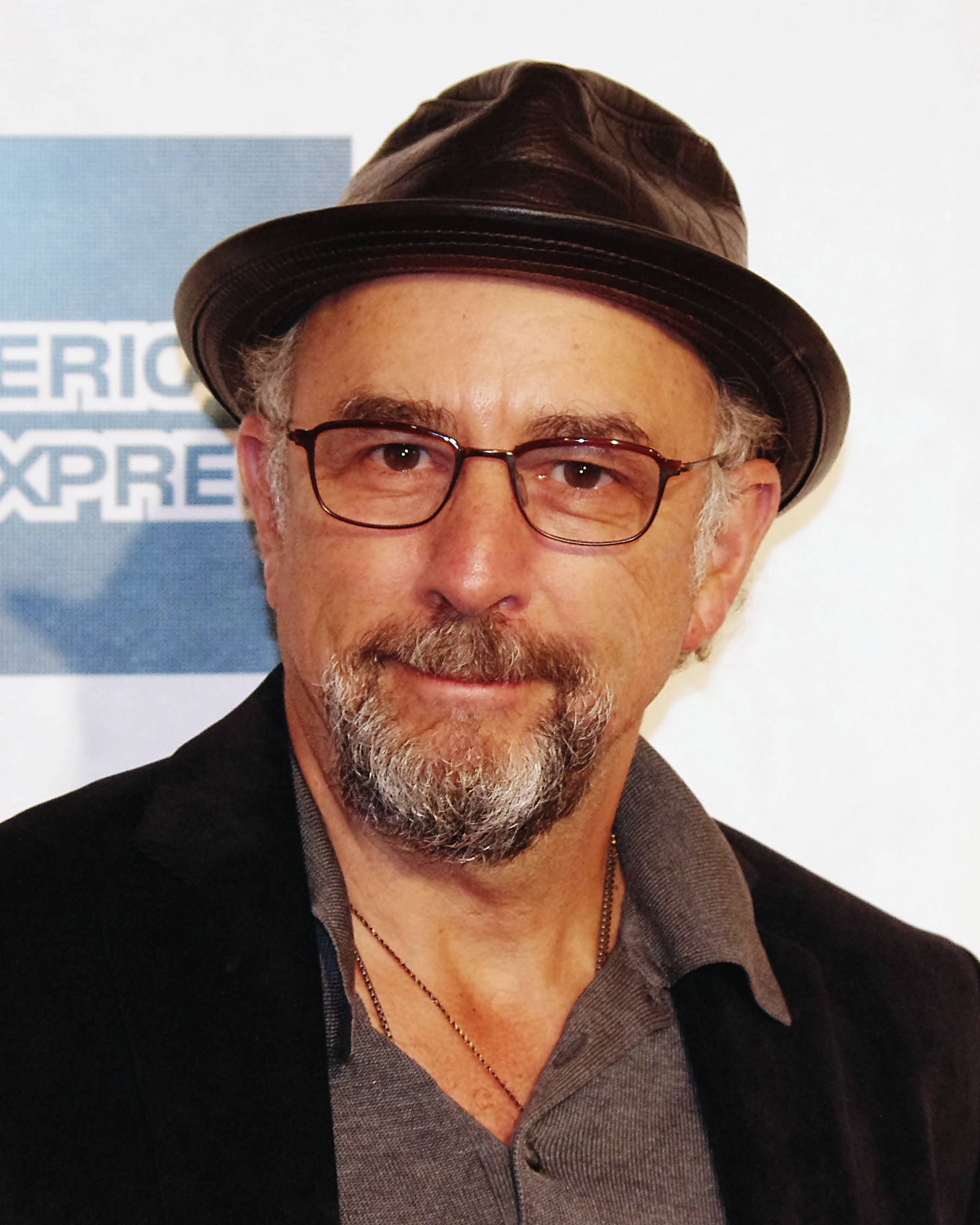
ريتشارد شيف آرون غلاسمان
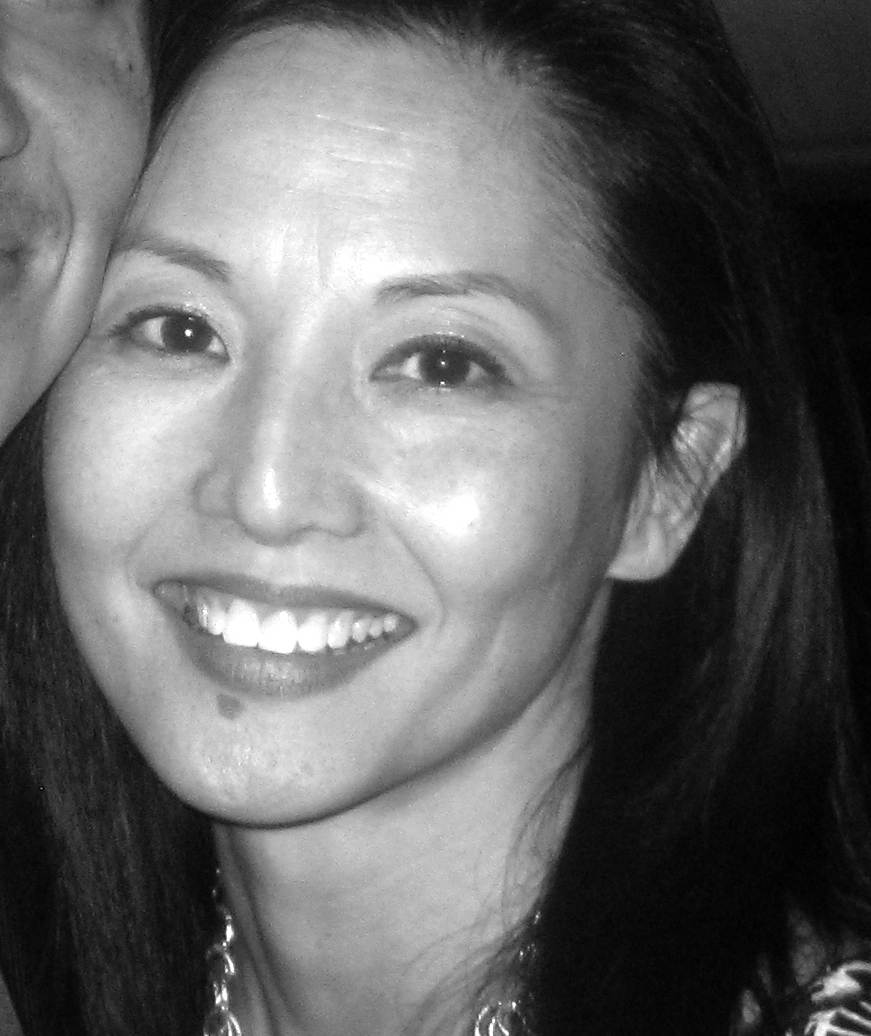
تاملين توميتا أليغرا أوكي

فريدي هايمور بدور الدكتور شون مورفي: جراح مقيم ومصاب بمرض التوحد ومتلازمة أسبرجر.
نيكولاس غونزاليس بدور الدكتور نيل ميليندز: جراح مدرّب.
أنتونيا توماس بدور كلير برون: جراحة مقيمة تحاول التقرّب من شون.
تشوكو مودو بدور جاريد كالو: جراح مقيم.
بو جاريت بدور جيسيكا بريستون: أحد أعضاء مجلس إدارة المشفى، جدّها هو مؤسس المشفى.
هيل هاربر بدور الدكتور ماركوس اندروز: رئيس قسم الجراحة.
ريتشارد شيف بدور الدكتور آرون غلاسمان: مدير المشفى وهو من اعتنى بشون منذ أن كان في الرابعة عشرة من العمر.
تاملين توميتا بدور اليجرا اوكي: من أعضاء مجلس الإدارة وممثلة عن المؤسسة التي تدير المشفى.

## الإستقبال

### المشاهدات
| الحلقة | العنوان           | تاريخ العرض    | عدد المشاهدات (بالملايين) |
| ------ | ----------------- | -------------- | ------------------------- |
| 1      | طعام محترق        | 25 سبتمبر 2017 | 19.21                     |
| 2      | جبل راشمور        | 2 أكتوبر 2017  | 18.12                     |
| 3      | أوليفر            | 9 أكتوبر 2017  | 18.22                     |
| 4      | أنابيب            | 16 أكتوبر 2017 | 17.96                     |
| 5      | 0.3 بالمئة        | 23 أكتوبر 2017 | 17.50                     |
| 6      | ليست مزيفة        | 30 أكتوبر 2017 | 17.51                     |
| 7      | 22 خطوة           | 13 نوفمبر 2017 | 17.14                     |
| 8      | تفاحة             | 20 نوفمبر 2017 | 16.99                     |
| 9      | حاجة معنوية       | 27 نوفمبر 2017 | 16.50                     |
| 10     | تضحية             | 4 ديسمبر 2017  | 15.74                     |
| 11     | جزر: الجزء الأول  | 8 يناير 2018   | 15.40                     |
| 12     | جزر: الجزء الثاني | 15 يناير 2018  | 16.00                     |
| 13     | سبع أسباب         | 22 يناير 2018  | 16.53                     |